# Tullus Hostilius
Tullus Hostilius a fost al treilea rege al Romei regale, în perioada 673-642 î.Hr.
Atribute razboinice ale regelui: Tullus a purtat război împotriva cetăților Alba Longa, Fidenae și Veii, oferind astfel Romei teritoriu și puteri și mai mari. În timpul domniei lui Tullus, orașul Alba Longa a fost complet distrus, iar Tullus a înrobit populația, trimițând-o apoi înapoi la Roma. Tullus dorea război atât de mult încât a mai purtat unul împotriva sabinilor. Odată cu venirea domniei lui Tullus, romanii și-au pierdut dorința pentru pace. Tullus a purtat atât de multe războaie încât a neglijat complet venerarea zeilor. Legenda spune că din această cauză o ciumă a infectat orașul, Tullus însuși, aflându-se printre cei infectați. Când acesta a implorat pentru ajutorul lui Jupiter, Jupiter i-a răspuns cu un fulger, ce l-a ars pe rege și i-a transformat casa în cenușă.
În ciuda naturii sale războinice, Tullus Hostilius a selectat și reprezentat al treilea grup de persoane care formau clasa patriciană a Romei, consistând dintre cei care veniseră la Roma pentru a căuta azil și o nouă viață. De asemenea, el a mai construit o nouă casă pentru Senat, Curia, care a supraviețuit peste 500 de ani după moartea sa. Domnia sa a durat 31 de ani.